# Roseville (Pennsilvània)
Roseville és una població dels Estats Units a l'estat de Pennsilvània. Segons el cens del 2000 tenia 207 habitants.

## Demografia
Segons el cens del 2000, Roseville tenia 207 habitants, 75 habitatges, i 57 famílies. La densitat de població era de 150,8 habitants/km².
Dels 75 habitatges en un 32% hi vivien nens de menys de 18 anys, en un 58,7% hi vivien parelles casades, en un 12% dones solteres, i en un 22,7% no eren unitats familiars. En el 16% dels habitatges hi vivien persones soles el 4% de les quals corresponia a persones de 65 anys o més que vivien soles. El nombre mitjà de persones vivint en cada habitatge era de 2,76 i el nombre mitjà de persones que vivien en cada família era de 3,02.
Per edats la població es repartia de la següent manera: un 28% tenia menys de 18 anys, un 9,7% entre 18 i 24, un 23,2% entre 25 i 44, un 30% de 45 a 60 i un 9,2% 65 anys o més.
L'edat mediana era de 34 anys. Per cada 100 dones de 18 o més anys hi havia 86,3 homes.
La renda mediana per habitatge era de 27.188 $ i la renda mediana per família de 24.821 $. Els homes tenien una renda mediana de 31.500 $ mentre que les dones 21.667 $. La renda per capita de la població era d'11.683 $. Entorn del 10,5% de les famílies i el 14,1% de la població estaven per davall del llindar de pobresa.

## Poblacions més properes
El següent diagrama mostra les poblacions més properes.